# Kaliumhydrogentartrat
Kaliumhydrogentartrat ist eine chemische Verbindung aus der Gruppe der Tartrate, genauer das Mono-Kaliumsalz der Weinsäure, gewöhnlich der L-Weinsäure. Es ist einer der Hauptbestandteile von Weinstein.